# Loftus Road
Loftus Road är en fotbollsarena i London i England. Den är hemmaarena för Queens Park Rangers.
Arenan öppnades 1904 och har en kapacitet på 18 439 åskådare.
Shepherd's Bush var första klubb att spela på arenan och gjorde det mellan 1904 och 1913. De spelade i Isthmian League (division 7).
Fulham spelade här då deras egen hemmaarena Craven Cottage renoverades 2002–2004.
Arenan hade en kapacitet på som mest cirka 35 000 åskådare, men de minskade då ståplatserna på kortsidorna blev sittplatser 1994. Publikrekordet är 35 353 då QPR mötte Leeds United den 27 april 1974.

## Internationella fotbollsmatcher

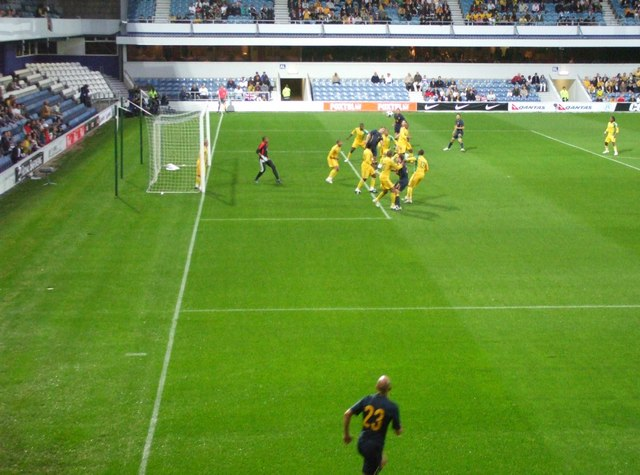
Hörnspark under en träningsmatch mellan Australien och Sydafrika 2008.

| Datum | Evenemang     | Vinnare             | Resultat | Förlorare       |
| ----- | ------------- | ------------------- | -------- | --------------- |
| 2002  | Träningsmatch | Nigeria             | 1–0      | Jamaica         |
| 2006  | Träningsmatch | Australien          | 1–1      | Ghana           |
| 2006  | Träningsmatch | Trinidad och Tobago | 2–0      | Island          |
| 2007  | Träningsmatch | Danmark             | 3–1      | Australien      |
| 2008  | Träningsmatch | Australien          | 2–2      | Sydafrika       |
| 2010  | Träningsmatch | Sydkorea            | 2–0      | Elfenbenskusten |